# 9785 Senjikan
9785 Senjikan este un asteroid din centura principală de asteroizi.

## Descriere
9785 Senjikan este un asteroid din centura principală de asteroizi. A fost descoperit pe 31 decembrie 1994 la Ōizumi de Takao Kobayashi. El prezintă o orbită caracterizată de o semiaxă mare de 2,75 ua, o excentricitate de 0,05 și o înclinație de 3,1° în raport cu ecliptica.